# Metalectra punctilinea
Metalectra punctilinea là một loài bướm đêm trong họ Erebidae.